# 2840 Kallavesi
2840 Kallavesi је астероид главног астероидног појаса чија средња удаљеност од Сунца износи 2,399 астрономских јединица (АЈ).
Апсолутна магнитуда астероида је 12,8.